# Gelis helleni
Gelis helleni är en stekelart som beskrevs av Kolarov 1993. Gelis helleni ingår i släktet Gelis och familjen brokparasitsteklar. Inga underarter finns listade i Catalogue of Life.